# Pravind Jugnauth
Pravind Kumar Jugnauth (sinh ngày 25 tháng 12 năm 1961) là chính khách người Mauritius. Trước đây, ông từng giữ nhiều chức vụ trong chính phủ Mauritius. Hiện tại, ông đang giữ chức vụ làm thủ tướng thứ 5 Mauritius kể từ ngày 23 tháng 1 năm 2017.